# Hapalopsittaca amazonina
Hapalopsittaca amazonina е вид птица от семейство Папагалови (Psittacidae). Видът е световно застрашен, със статут Уязвим.

## Разпространение
Видът е разпространен във Венецуела и Колумбия.